# DJ Ötzi
Gerhard "Gerry" Friedle, bolj znan pod umetniškim imenom DJ Ötzi (izgovorjava [ˈdiːdʒɛɪ ˈœtsiː]), avstrijski pop in šlager pevec, * 7. januar 1971, St. Johann in Tirol, Avstrija.
Uspešen je predvsem v nemško govorečih državah, v angleško govorečem svetu pa je najbolj znan po svojem singlu iz leta 2000 "Hey Baby (Uhh, Ahh)", priredbi pesmi Bruce Channel "Hey! Baby". Njegovo umetniško ime izvira iz imena Ötzi the Iceman, kot so poimenovali 5300 let stare zamrznjene ostanke mumificiranega človeka, odkrite leta 1991 v Ötztalskih Alpah na Južnem Tirolskem.

## Biografija
Ötzi se je rodil kot Gerhard Friedle v St. Johannu na Tirolskem kot sin Antona Friedla. Kmalu po rojstvu ga je njegova mati, takrat stara 17 let, dala v posvojitev. Vzgajali so ga rejniki in pozneje stari starši po očetovi strani v bližnji vasi Erpfendorf na Tirolskem. V mladosti je Ötzi trpel za epilepsijo. Pri 16 letih je bil brezdomec in je kratek čas živel na ulici. Njegova kariera je vzniknila postopoma, najprej je delal kot študentski kuhar, nato pa je, ko so ga odkrili na tekmovanju v karaokah, nadaljeval z delom zabavljača (animatorja), DJ-ja in pevca v diskotekah po Avstriji, pa tudi v turističnih destinacijah na Majorki in Turčiji. Leta 2002, pred rojstvom hčerke, je Ötzi utrpel hudo obliko prehodne izgube sluha.

## Glasbena kariera

### Debitantski album in prvi uspeh
Leta 1999 je DJ Ötzi izdal singel "Anton aus Tirol". Pesem je bila velika uspešnica v nemško govorečih državah, dosegla je prvo mesto v Avstriji in Nemčiji, medtem ko je dosegla drugo mesto v Belgiji, na Nizozemskem in v Švici. Pesem je bila 75 tednov na avstrijskih lestvicah in je bila deset tednov na prvem mestu. Uspeh singla je leta 2000 spodbudil izid Anton albuma Das Album (feat. DJ Ötzi).

### Drugi album in mednarodna prepoznavnost
Julija 2000 je Ötzi izdal priredbo pesmi Bruce Channel iz leta 1962 "Hey Baby". Ta singel je dosegel prvo mesto v več angleško govorečih državah, vključno z Avstralijo, Irsko in Združenim kraljestvom. Tej izdaji je sledil s priredbo pesmi "Do Wah Diddy".

### Nadaljnji uspeh
Leta 2003 je Ötzi izdal priredbo pesmi "A Ram Sam Sam", imenovano "Burger Dance", ki je dosegla prvo mesto v Nemčiji, tretje mesto v Avstriji in sedmo mesto v Švici.
Leta 2006 je dosegel uspeh z uspešnico Alpske ljudske glasbe "Sieben Sünden", ki je postala hit številka 2 v Avstriji.
Leta 2007 je izdal "Ein Stern (...der deinen Namen trägt)" z avstrijskim šlager pevcem Nikom P. Dosegel je prvo mesto v (Nemčiji), kjer je ostal 13 tednov, in Avstriji, drugo v Švici in peto v Evropski uniji, kljub dejstvu, da so v času njenega izida nekatere najbolj priljubljene radijske postaje v Avstriji in Nemčiji zavrnile predvajanje skladbe, ker žanrsko ni ustrezal njihovemu programskemu stilu. Singl je bil prodan v več kot 2 milijonih izvodov. Ker je na nemški lestvici singlov preživela 106 tednov, je prva pesem, ki je bila na tej lestvici dve leti ali dlje, in najdlje trajajoča pesem na tej lestvici.

## Diskografija

### Albumi
| Leto | Album                                       | Najvišji položaji na lestvici | Najvišji položaji na lestvici | Najvišji položaji na lestvici | Najvišji položaji na lestvici | Najvišji položaji na lestvici | Najvišji položaji na lestvici | Najvišji položaji na lestvici | Najvišji položaji na lestvici |
| Leto | Album                                       | AUT                           | AUS                           | DEN                           | GER                           | NOR                           | SWE                           | SWI                           | UK                            |
| ---- | ------------------------------------------- | ----------------------------- | ----------------------------- | ----------------------------- | ----------------------------- | ----------------------------- | ----------------------------- | ----------------------------- | ----------------------------- |
| 2000 | Das Album (Anton feat. DJ Ötzi)             | 1                             | —                             | 3                             | 7                             | —                             | —                             | 5                             | —                             |
| 2001 | Love, Peace & Vollgas                       | 2                             | —                             | —                             | 23                            | —                             | —                             | 23                            | —                             |
| 2001 | Never Stop the Alpenpop / Never Stop...     | —                             | 19                            | —                             | —                             | 20                            | 15                            | —                             | 92                            |
| 2002 | Today Is the Day                            | 3                             | —                             | —                             | 49                            | —                             | —                             | —                             | —                             |
| 2003 | Flying to the Sky                           | —                             | —                             | —                             | 72                            | —                             | —                             | 50                            | —                             |
| 2003 | Greatest Partyhits                          | 5                             | —                             | —                             | 92                            | —                             | —                             | —                             | —                             |
| 2004 | Ich war immer der Clown                     | 49                            | —                             | —                             | —                             | —                             | —                             | —                             | —                             |
| 2006 | I Am the Musicman (DJ Ötzi Junior)          | —                             | —                             | —                             | —                             | —                             | —                             | —                             | —                             |
| 2007 | Sternstunden                                | 2                             | —                             | —                             | 7                             | —                             | —                             | 16                            | —                             |
| 2007 | DJ Ötzi: The Best                           | 2                             | —                             | —                             | 17                            | —                             | —                             | 3                             | —                             |
| 2008 | Hotel Engel                                 | 1                             | —                             | —                             | 26                            | —                             | —                             | 5                             | —                             |
| 2010 | Du und ich                                  | 7                             | —                             | —                             | 45                            | —                             | —                             | 30                            | —                             |
| 2011 | Der DJ aus den Bergen                       | —                             | —                             | —                             | 35                            | —                             | —                             | 34                            | —                             |
| 2012 | Simply the Best (with The Bellamy Brothers) | 3                             | —                             | 31                            | 38                            | —                             | —                             | 31                            | —                             |
| 2013 | Es ist Zeit                                 | 2                             | —                             | —                             | 7                             | —                             | —                             | 5                             | —                             |
| 2017 | Von Herzen                                  | 6                             | —                             | —                             | 11                            | —                             | —                             | 18                            | —                             |
| 2019 | 20 Jahre DJ Ötzi – Party ohne Ende          | 2                             | —                             | —                             | 3                             | —                             | —                             | 4                             | —                             |
| 2021 | Sei du selbst – Party 2.0                   | 2                             | —                             | —                             | 8                             | —                             | —                             | 15                            | —                             |
| 2022 | Weihnachts-Memories                         | 11                            | —                             | —                             | 30                            | —                             | —                             | 78                            | —                             |

### Singli
| 1999                                                  | "Anton aus Tirol" (as Anton featuring DJ Ötzi)             | 1  | —  | —  | — | 1  | —  | 2  | —  | 2  | —  | - IFPI AUT: 3× Platinum - BVMI: 2× Platinum                    | Das Album             |
| 2000                                                  | "Gemma Bier trinken" (as Anton featuring DJ Ötzi)          | 12 | —  | —  | — | 15 | —  | 55 | —  | 37 | —  |                                                                | Das Album             |
| 2000                                                  | "Hey Baby (Uhh, Aah)"                                      | 4  | 1  | 2  | 1 | 11 | 1  | 65 | 3  | —  | 1  | - IFPI AUT: Gold - ARIA: Platinum - BVMI: Gold - BPI: Platinum | Love, Peace & Vollgas |
| 2001                                                  | "Do Wah Diddy"                                             | 9  | —  | —  | — | 29 | 14 | —  | —  | 75 | 9  |                                                                | Love, Peace & Vollgas |
| 2001                                                  | "Love, Peace & Vollgas"                                    | 43 | —  | —  | — | 82 | —  | —  | —  | —  | —  |                                                                | Love, Peace & Vollgas |
| 2001                                                  | "X-Mas Time"                                               | 7  | —  | —  | — | 54 | —  | —  | —  | —  | 51 |                                                                | Singles only          |
| 2001                                                  | "Hey Baby" (unofficial World Cup remix)                    | —  | —  | —  | — | —  | —  | —  | —  | —  | 10 |                                                                | Singles only          |
| 2002                                                  | "Don't Ha Ha" (featuring Captain Jack)                     | 15 | —  | —  | — | 59 | —  | —  | —  | —  | —  |                                                                | Love, Peace & Vollgas |
| 2002                                                  | "Live Is Life (Here We Go)" (feat. Hermes House Band)      | 16 | 28 | 11 | 2 | 15 | 30 | 61 | 46 | 26 | 50 |                                                                | Today Is the Day      |
| 2002                                                  | "Today Is the Day"                                         | 19 | —  | —  | — | 39 | —  | —  | —  | —  | —  |                                                                | Today Is the Day      |
| 2003                                                  | "Ramalamadingdong"                                         | 37 | —  | —  | — | —  | —  | —  | —  | —  | —  |                                                                | Flying to the Sky     |
| 2003                                                  | "Burger Dance"                                             | 3  | —  | —  | — | 1  | —  | —  | —  | 7  | —  | - IFPI AUT: Gold - BVMI: Gold                                  | Flying to the Sky     |
| 2004                                                  | "Not Without Us"                                           | 10 | —  | —  | — | 20 | —  | —  | —  | 97 | —  |                                                                | Singles only          |
| 2004                                                  | "Tanz den Rehakles"                                        | 43 | —  | —  | — | 37 | —  | —  | —  | —  | —  |                                                                | Singles only          |
| 2004                                                  | "Känguru Dance"                                            | 15 | —  | —  | — | 19 | —  | —  | —  | —  | —  |                                                                | Singles only          |
| 2005                                                  | "Servus die Wadln / La Ola Walzer"                         | 27 | —  | —  | — | 40 | —  | —  | —  | —  | —  |                                                                | Singles only          |
| 2006                                                  | "7 Sünden" (featuring Marc Pircher)                        | 2  | —  | —  | — | 30 | —  | —  | —  | 79 | —  |                                                                | Singles only          |
| 2006                                                  | "I Am the Musicman" (as DJ Ötzi Junior)                    | 12 | —  | —  | — | 24 | —  | —  | —  | —  | —  |                                                                | The Musicman          |
| 2007                                                  | "Ein Stern (...der deinen Namen trägt)" (featuring Nik P.) | 1  | —  | —  | — | 1  | —  | —  | —  | 2  | —  | - IFPI AUT: 2× Platinum - BVMI: 4× Platinum - IFPI SWI: Gold   | Sternstunden          |
| 2007                                                  | "I will leb'n"                                             | 6  | —  | —  | — | 7  | —  | —  | —  | 44 | —  |                                                                | Sternstunden          |
| 2008                                                  | "Noch in 100.000 Jahren"                                   | 4  | —  | —  | — | 10 | —  | —  | —  | 49 | —  |                                                                | Hotel Engel           |
| 2009                                                  | "Tränen" (with Kate Hall)                                  | 12 | —  | —  | — | 24 | —  | —  | —  | —  | —  |                                                                | Hotel Engel           |
| 2010                                                  | "Fang das Licht" (with Karel Gott)                         | 31 | —  | —  | — | 57 | —  | —  | —  | —  | —  |                                                                | Single only           |
| 2010                                                  | "Ich will mit dir fliegen"                                 | 49 | —  | —  | — | 43 | —  | —  | —  | —  | —  |                                                                | Du und Ich            |
| 2011                                                  | "Lieb ich dich"                                            | —  | —  | —  | — | 79 | —  | —  | —  | —  | —  |                                                                | Du und Ich            |
| 2011                                                  | "I sing a Liad für dich"                                   | 27 | —  | —  | — | 35 | —  | —  | —  | —  | —  |                                                                | Der DJ aus den Bergen |
| 2011                                                  | "Ring the Bell"                                            | 35 | —  | —  | — | 48 | —  | —  | —  | —  | —  |                                                                | Der DJ aus den Bergen |
| 2012                                                  | "Du bist es"                                               | 38 | —  | —  | — | 36 | —  | —  | —  | —  | —  |                                                                | Es ist Zeit           |
| 2013                                                  | "Wie ein Komet"                                            | 21 | —  | —  | — | 33 | —  | —  | —  | —  | —  |                                                                | Es ist Zeit           |
| 2013                                                  | "Tirol"                                                    | 27 | —  | —  | — | —  | —  | —  | —  | —  | —  |                                                                | Es ist Zeit           |
| 2016                                                  | "Geboren um dich zu lieben" (featuring Nik P.)             | 6  | —  | —  | — | 11 | —  | —  | —  | 29 | —  |                                                                | Von Herzen            |
| "—" označuje izdaje, ki se niso uvrstile na lestvice. |                                                            |    |    |    |   |    |    |    |    |    |    |                                                                |                       |